# The Promise
«The Promise» (с англ. — «Обещание») — девятнадцатый сингл британской поп-группы Girls Aloud. Сингл был выпущен в поддержку пятого студийного альбома группы Out of Control. В конце 2008 года «The Promise» был признан лучшим синглом года и получил награду Brit Awards.

## Список композиций

### CD сингл
1. «The Promise» — 3:43
2. «She» — 3:23

### 7-дюймовый винил
1. «The Promise» — 3:43
2. «Girl Overboard» (Live at The O2) — 4:29

### загрузка через сеть iTunes
1. «The Promise» — 3:43
2. «The Promise» (Jason Nevins Remix) — 6:49

## Видеоклип
В этом клипе Girls Aloud посещают автокинотеатр 50-60-х годов. Девушки также одеты в ретро-стиле. У Шерил Коул свободная прическа улей, у Николы Робертс начес, а Сара Хардинг причесана в стиле модели 60-х годов Твигги. На экране транслируется черно-белый фильм, в котором Girls Aloud исполняют «The Promise» в блестящих платьях в стиле группы The Supremes. Парни из соседних машин флиртуют с солистками. Сара Хардинг выходит из машины и становится перед экраном, исполняя свой куплет из песни, другие девушки смеются, а Кимберли Уолш сигналит ей клаксоном. Видеоклип снят со всеми особенностями звучания и освещения фильмов того времени.

## Оценки
10 место в списке 20 лучших песен Girls Aloud по версии газеты The Guardian.

## Позиции вчартах
| Чарты (2008)                      | Высшая позиция |
| --------------------------------- | -------------- |
| Великобритания                    | 1              |
| Ирландия                          | 2              |
| Европейский чарт                  | 8              |
| Хорватия                          | 3              |
| Великобритания на конец 2008 года | 17             |

## Сертификации
| Регион               | Сертификация | Продажи |
| -------------------- | ------------ | ------- |
| Великобритания (BPI) | Платиновый   | 712,140 |

## Авторы
- Миранда Купер
- Брайан Хиггинс
- Лиза Коулинг
- Тим Пауэлл
- Элисон Кларксон

## Состав
- Шерил Коул
- Кимберли Уолш
- Сара Хардинг
- Никола Робертс
- Надин Койл